# Nona de Nazianzo
Santa Nona de Nazianzo foi a esposa de Gregório de Nazianzo, o Velho e mãe de Gregório, o Teólogo, Cesário de Nazianzo e Santa Gorgonia. Ela viveu na província romana da Capadócia, atualmente na Turquia.

## Vida
Após Nona ter se casado, ela converteu o seu marido, Gregório, ao Cristianismo. Ele era um membro dos hipsistarianos, uma seita judaico-pagã que idolatrava Hipsistos, o Deus "Mais Alto". Todos os seus três filhos se tornaram santos, sendo o mais importante o mais velho, Gregório Teólogo. Ela viveu além de seu marido e dois de seus três filhos, morrendo em 374 d.C.
Gregório nos conta duma ocasião em 351 d.C. quando Nona ficou gravemente doente e pareceu estar à beira da morte. À caminho de uma visita a um amigo, Gregório mudou de ideia e se apressou em direção à sua mãe que, nesse ínterim, começou a se recuperar. Ela teve uma visão onde Gregório teria lhe dado bolos mágicos com o sinal da cruz, abençoados por ele.
Gregório apresentou Nona como um modelo da maternidade cristã. Sobre ela, ele escreveu:
| “ | Minha mãe foi uma valorosa companheira para alguém como ele [meu pai] e suas qualidades eram tão grandes quanto as dele. Ela veio de uma família devota e era ainda mais devota que eles. Embora tenha tido o corpo de uma mulher, em seu espírito ela estava acima de todos os homens... Sua boca não conhecia nada além da verdade, ainda que em sua modéstia ela se silenciasse sobre os atos que lhe trouxeram fama. Ela se guiava apenas pelo temor à Deus... | ” |
|   | — Gregório de Nazianzo. |   |